# カドーネゲ
カドーネゲ（伊: Cadoneghe）は、イタリア共和国ヴェネト州パドヴァ県にある、人口約16,000人の基礎自治体（コムーネ）。
カドネゲは、かつてヨーロッパ最大かつ最も重要な食肉処理場と食肉会社であるグロソリ・スパの所在地として有名でした。グロソリ家が1980年代初頭に会社を売却した後、同社は徐々に市場シェアを失い、1990年代初頭に閉鎖されました。これにより、カドネゲは主要な産業を失うことになりました。

## 地理

### 位置・広がり

#### 隣接コムーネ
隣接するコムーネは以下の通り。
- カンポダルセゴ
- パードヴァ
- ヴィゴダルツェレ
- ヴィゴンツァ

### 気候分類・地震分類
カドーネゲにおけるイタリアの気候分類 (it) および度日は、zona E, 2383 GGである。
また、イタリアの地震リスク階級 (it) では、zona 3 (sismicità bassa) に分類される。

## 行政

### 分離集落
カドーネゲには、以下の分離集落（フラツィオーネ）がある。
- Bagnoli, Bragni, Cadoneghe, Castagnara, Mejaniga (sede comunale), Mezzavia